# Larsenianthus careyanus
Larsenianthus careyanus ist eine Pflanzenart aus der Familie der Ingwergewächse (Zingiberaceae). Sie kommt in Bangladesch sowie Nordost-Indien vor. Sie ist die Typusart der 2010 neu aufgestellten Gattung Larsenianthus.

## Beschreibung
Larsenianthus careyanus wächst als immergrüne, krautige Pflanze, die Wuchshöhen von bis zu 2,15 Metern erreichen kann. Die faserigen Rhizome sind wohlriechend und erreichen Durchmesser von ungefähr 2,5 Zentimeter. Die gelben Wurzeln werden bis zu 5 Millimeter dick. Es werden keine Knollen gebildet. Die belaubten, an der Basis 3 bis 4 Zentimeter dicken Triebe stehen in dichten Gruppen von zehn bis dreißig.
Jeder Stängel hat sieben bis neun gestielte oder ungestielte Blätter, welche bei einer Länge von 36 bis 60 Zentimetern und einer Breite von 18 bis 19 Zentimetern eiförmig bis elliptisch geformt sind. Der Blattstiel wird bis zu 2 Millimeter lang. Die glänzend dunkelgrüne, unbehaarte Blattoberseite weist auffällige, hervorstehende Blattadern auf. Die unbehaarte Blattunterseite ist stumpf, grün gefärbt und hat eine leicht behaarte Mittelrippe. Die Blattränder sind durchscheinend oder bewimpert, während die Blattbasis – genauso wie die Spitze – spitz zulaufend ist. An der Basis haben die Stängel drei glänzend dunkelgrüne und spärlich behaarte Blattscheiden, welche sich mit der Zeit braun verfärben. Die halbdurchsichtigen, anfangs grünen, später braunen Blatthäutchen sind dicht behaart und werden 7 bis 8 Zentimeter lang und rund 4 Zentimeter breit. Ihre Spitze ist abgerundet oder gestutzt.
Der gestielte Blütenstand wird als wickeliger Thyrsus an der Spitze von beblätterten Trieben gebildet und kann eine Gesamtlänge von bis zu 35 Zentimetern erreichen. Der hell gelblich-grüne, unbehaarte Stiel wird 11 bis 12 Zentimeter lang und 1,2 bis 1,8 Zentimeter dick. Er wird von den beiden obersten Blättern umhüllt. Der zylindrisch geformte Blütenstand wird 22 bis 25 Zentimeter lang und 6 bis 7 Zentimeter breit. Er hat bis zu 60 Tragblätter mit gebogener Spitze, wobei die untersten drei bis vier steril sind. Diese sind grün gefärbt und haben eine breite, weiße Ecke und sind bei einer Länge von rund 3,5 sowie einer Breite von rund 3 Zentimetern eiförmig geformt. Weiters werden sie von einem klebrigen Schleim bedeckt. Jedes der Tragblätter trägt vier bis sechs Einzelblüten. Aus den sterilen Tragblättern können bei älteren Blütenständen ein bis drei apomiktisch gezeugte Triebe entstehen. Die gestreiften, hellbraun-gelblichen Vorblätter sind bei einer Länge von 2,5 bis 2,8 Zentimetern und einer Breite von 0,5 bis 1,5 Zentimetern boot- bis lanzettförmig geformt und haben eine abgeschnittene bis spitz zulaufende Spitze. Es öffnen sich zuerst immer die unteren Blüten.
Die Blüten haben dreifach gezähnte, weißlich-transparente Kelchblätter, welche bei einer Länge von 1 bis 1,8 Zentimetern röhrenförmig geformt sind. Die weißen, röhrenförmigen Kronblätter werden 4,5 bis 5,2 Zentimeter lang und 0,1 bis 0,2 Zentimeter dick. An ihrem unteren Ende biegt sich die Blütenröhre in Richtung Rhachis. Die Blütenröhren haben drei, grünlich-weiße Lappen mit pinker Spitze, welche bei einer Länge von rund 1,5 Zentimetern und einer Breite von rund 1 Zentimeter linear-lanzettlich geformt sind. Die hinteren Lappen sind um 180° gegen die Blütenröhre gebogen, während die vorderen verdreht und nach unten gebogen sind und annähernd parallel zum Labellum stehen. Die seitlichen, weiß gefärbten und annähernd kugelförmigen Staminodien werden rund 2 Millimeter lang und rund 2 Millimeter dick und sind zurückgebogen. Ihre pinke, unbehaarte Spitze ist gestutzt. Das längliche, weiße bis hell purpurpinke Labellum wird rund 2,4 Zentimeter lang und an seiner breitesten Stelle rund 0,6 Zentimeter breit und ist damit verkehrt-lanzettlich geformt. Seine Oberfläche ist glänzend; es hat eine gestutzte Spitze sowie eine zweizähnige Basis. Die weißen, fertilen Staubblätter werden zusammen mit den Staubfäden rund 2,3 Zentimeter lang, sind bogenförmig angeordnet und enden rund 1 Zentimeter oberhalb des Labellums. Die Staubbeutel sind bei einer Länge von etwa 5 Millimetern und einer Dicke von etwa 3 Millimetern länglich geformt und tragen den weißen Pollen. Jede Blüte hat zwei gelbe, bei einer Länge von 5 Millimetern und einer Dicke von 1 Millimeter keilförmig geformte und dreikammerige Fruchtknoten. Die rund 2 Zentimeter langen und 1 Zentimeter dicken Kapselfrüchte haben in jeder Kapselhälfte eine Reihe an Samen, welche sich auf drei getrennte Kammern aufteilen. Jede Frucht trägt acht bis zehn, glänzend grüne Samen, welche rund 5 Millimeter lang und etwa 3 Millimeter dick werden. Jedes Samenkorn wird von einer dünnen Hülle (Arillus) umgeben.

## Verbreitung und Lebensraum
Das natürliche Verbreitungsgebiet von Larsenianthus careyanus umfasst Bangladesch sowie die im Nordost-Indien gelegenen Bundesstaaten Arunachal Pradesh, Assam, Manipur und Meghalaya. Man findet sie dort in tropischen Wäldern.

## Systematik
Die Erstbeschreibung als Hitchenia careyana erfolgte 1883 durch George Bentham in Genera Plantarum 3 S. 643.  Im Jahr 2010 wurde sie in PhytoKeys Nr. 1, S. 21, (23) von Walter John Emil Kress und John Donald Mood als Larsenianthus careyanus der neu aufgestellten Gattung Larsenianthus als Typusart zugeordnet. Das Artepitheton careyanus ehrt den englischen Botaniker William Carey.